# Goniopora pandoraensis
Goniopora pandoraensis är en korallart som beskrevs av Veron och Marcel Pichon 1982. Goniopora pandoraensis ingår i släktet Goniopora och familjen Poritidae. IUCN kategoriserar arten globalt som livskraftig. Inga underarter finns listade i Catalogue of Life.